# Kleinbauer
Ein Kleinbauer ist ein Landwirt mit einer geringen Ausstattung an Produktionsfaktoren. Präzise Definitionen liegen meist nicht vor und die Klassifikation unterscheidet sich von Staat zu Staat. Im Gegensatz dazu steht der größere Großbauer und der kleinere Halbbauer. 
Die Ernährungs- und Landwirtschaftsorganisation der Vereinten Nationen (FAO) bezeichnet als Kleinbauern alle, die weniger als zwei Hektar Land bewirtschaften. Weltweit produzieren die Kleinbauern auf rund 12 Prozent aller landwirtschaftlichen Flächen rund 35 Prozent der weltweiten Lebensmittel.
Laut der Weltbank leben etwa 1,5 Milliarden Menschen weltweit in kleinbäuerlichen Haushalten. Ein Teil der Kleinbauern verkauft Überschüsse auf Märkten, inklusive der wachsenden High-value-products-Märkte. Ein Großteil der Kleinbauern betreibt aufgrund mangelnder Produktionsfaktoren, insbesondere verfügbarer Boden und unzureichende Landtechnik, sowie anderer Nachteile lediglich Subsistenzlandwirtschaft. Kleinbäuerliche Produktion ist häufig technisch effizienter als großbäuerliche, aber gleichzeitig meist wenig produktiv, da es an Zugang zu Technologien mangelt und Skaleneffekte seltener realisiert werden können.
Kleinbäuerliche Landwirtschaft ist wegen der meist niedrigen Produktivität eng verknüpft mit Armut. So sind 50 % aller weltweit hungernden Menschen Kleinbauern. Aus Mangel an Alternativen ist sie in vielen Entwicklungsländern für einen Großteil der Bevölkerung die wichtigste Erwerbsquelle, insbesondere in Subsahara-Afrika und in Teilen Asiens. In China liegt der Anteil der Kleinbauern an der Nahrungsmittelversorgung bei rund 80 Prozent, in Brasilien und Nigeria im niedrigen einstelligen Bereich.
1980 wurde in der Schweiz die Kleinbauern-Vereinigung gegründet.